# Casa lui Reginar
Casa lui Reginar (sau Reginarizii) ulterior cunoscută drept Casa de Brabant a fost o familie nobiliară din Lotharingia în secolele dominate de Dinastia Carolingiană și Dinastia Ottoniană. A fost prima dinastie care a domnit în Comitatul Hainaut și care a dat, de asemenea, doi duci de Lorena.
Ca urmare a morții împăratului Carol cel Gras, Reginarizii s-au aflat în luptă continuă cu Conradinii pentru supremația în Lotharingia. Triumful lor din 910 s-a concretizat prin alegerea lui Carol cel Simplu ca rege. A fost nevoie de unirea forțelor arhiepiscopului Bruno I de Köln cu cele ale Carolingienilor din Francia Răsăriteană pentru a înfrânge puterea Reginarizilor.
În 958 lui Reginar al III-lea i-au fost confiscate posesiunile și acordate contelui Gerard de Metz care aparținea unei familii oponente Reginarizilor încă din vremea domniei lui Zwentibold.
Reginarizii l-au susținut pe regele Lothar al Franței împotriva împăratului Otto al II-lea, însă ei au încheiat un acord cu cel din urmă în 978. Cu toate acestea, ei nu au mai fost o familie unită până la sfârșitul secolului al X-lea. Descendenții lor din comitatele de Mons și Louvain au continuat spiritul opoziției față de rege. Casa lui Reginar a dat Angliei și o regină consoartă: Adeliza de Leuven care s-a căsătorit cu regele Henric I al Angliei.